# The Veronicas (album)
The Veronicas è il terzo album in studio del duo musicale australiano eponimo, pubblicato il 21 novembre 2014 dalla Sony Music Australia.

## Antefatti
L'album arriva sette anni dopo il loro secondo disco Hook Me Up (2007), a causa di una serie di problematiche sorte con la casa discografica: con la Warner, difatti, l'album doveva essere pubblicato con il titolo Life on Mars e la data di uscita era prevista per il 2012, prima di essere posticipata e infine accantonata. Nuovamente ribattezzato in You and Me, l'album è uscito infine con il titolo The Veronicas, come il nome del duo.

## Descrizione
Distribuito a partire dal 21 novembre 2014, è la prima pubblicazione con la Sony Music Australia, dopo il divorzio dalla precedente etichetta Warner Records.
Prodotto dal 2010 al 2014, vede la collaborazione di Butch Vig, Nellee Hooper, Daniel Johns e Toby Gad, con il quale il duo collabora da lunga data. La musica dell'album si discosta leggermente dai loro precedenti album dal genere pop rock/rock elettronico e presenta un suono progressive pop, traendo ispirazione da numerosi altri generi come blues, dubstep, trip hop ed EDM.

## Tracce
1. Sanctified – 3:19 (Jessica Origliasso, Lisa Origliasso, Tyler Bryant, Roger Alan Nichols)
2. Did You Miss Me (I’m a Veronica) – 2:45 (J. Origliasso, L. Origliasso, Toby Gad, Josh Alexander)
3. Cruel – 3:43 (J. Origliasso, L. Origliasso, Daniel James, Leah Haywood, Rob Ellmore)
4. Line of Fire – 3:06 (J. Origliasso, L. Origliasso, Gad, Laura Pergolizzi)
5. Teenage Millionaire – 3:25 (J. Origliasso, L. Origliasso, James, Haywood, Ellmore)
6. Born Bob Dylan – 3:38 (J. Origliasso, L. Origliasso, Gad, Susan Cagle)
7. Always – 3:10 (Chris Loco, Emeli Sandé)
8. Mad Love – 3:30 (J. Origliasso, L. Origliasso, Gad, Alexander)
9. You Ruin Me – 3:51 (J. Origliasso, L. Origliasso, Anthony Egizii, David Musumeci)
10. More Like Me – 3:40 (J. Origliasso, L. Origliasso, Dave Bassett, Josh Katz)
11. If You Love Someone – 3:00 (J. Origliasso, L. Origliasso, Egizii, Musumeci, Katz)
12. Cold – 3:54 (J. Origliasso, L. Origliasso, Gary Clark)
13. Let Me Out – 4:45 (J. Origliasso, L. Origliasso, Martin Hansen, Hayden Bell, Sarah Lundback Bell)
14. You and Me – 3:35 (J. Origliasso, L. Origliasso, Alex Dezen)

## Successo commerciale
L'album ha debuttato e raggiunto la seconda posizione nella Australian Albums Chart, diventando la terza pubblicazione consecutiva del duo alla numero due nella classifica australiana. Il primo singolo estratto dal disco, You Ruin Me, ha debuttato alla numero uno della classifica australiana dei singoli, dove è rimasto per tre settimane, diventando la loro seconda hit al vertice nel Paese, dopo Hook Me Up del 2007. The Veronicas è riuscito a rientrare tra i cento album più venduti in Australia sia nel 2014 che nel 2015.

## Classifiche

### Classifiche settimanali
| Classifica (2014-15)      | Posizione massima |
| ------------------------- | ----------------- |
| Australia                 | 2                 |
| Nuova Zelanda             | 27                |
| Regno Unito               | 49                |
| Stati Uniti (Heatseekers) | 5                 |

### Classifiche di fine anno
| Classifiche (2014) | Posizione |
| ------------------ | --------- |
| Australia          | 35        |
| Classifica (2015)  | Posizione |
| Australia          | 78        |